# Squash-Weltmeisterschaften im Doppel und Mixed 2016/Herrendoppel
Herrendoppel der Weltmeisterschaften im Doppel und Mixed 2016 im Squash.
Das Teilnehmerfeld bestand aus zehn Doppelpaarungen, die in zwei Gruppen à fünf Doppelpaarungen im Round-Robin-Modus gegeneinander antraten. Die Gruppensieger und Zweitplatzierten zogen ins Halbfinale ein und spielten im K.-o.-System die Plätze eins bis vier aus.

## Setzliste
| Nr. | Paarung                      | Erreichte Runde |
| --- | ---------------------------- | --------------- |
| 01. | Ryan Cuskelly Cameron Pilley | Halbfinale      |
| 02. | Alan Clyne Greg Lobban       | Sieg            |
| 03. | Paul Coll Campbell Grayson   | Halbfinale      |
| 04. | Rex Hedrick David Palmer     | Finale          |
| 05. | Andrés Herrera Juan Vargas   | Gruppenphase    |

| Nr. | Paarung                                | Erreichte Runde |
| --- | -------------------------------------- | --------------- |
| 06. | Mohd Nafiizwan Adnan Mohd Syafiq Kamal | Gruppenphase    |
| 07. | Peter Creed Joel Makin                 | Gruppenphase    |
| 08. | Ivan Yuen Sanjay Singh                 | Gruppenphase    |
| 09. | Harinder Pal Sandhu Ramit Tandon       | Gruppenphase    |
| 10. | Douglas Kempsell Kevin Moran           | Gruppenphase    |

### Zeichenerklärung
- Q = Qualifikant
- WC = Wildcard
- LL = Lucky Loser
- ALT = Ersatz (alternate)
- PR = Protected Ranking
- r = Aufgabe (retired)
- d = Disqualifikation
- w.o. = walkover

## Ergebnisse

### Vorrunde

#### Gruppe A
| Rang | Setzung | Doppel                           | Sp. | S | N | S.-Diff. | P.-Diff. | Pkt. |
| ---- | ------- | -------------------------------- | --- | - | - | -------- | -------- | ---- |
| 1    | 1       | Ryan Cuskelly Cameron Pilley     | 4   | 4 | 0 | 8:0      | 88:45    | 8    |
| 2    | 4       | Zac Alexander David Palmer       | 4   | 3 | 1 | 6:2      | 78:62    | 6    |
| 3    | 5       | Andrés Herrera Juan Vargas       | 4   | 2 | 2 | 4:6      | 87:94    | 4    |
| 4    | 9       | Harinder Pal Sandhu Ramit Tandon | 4   | 3 | 1 | 3:7      | 81:99    | 2    |
| 5    | 8       | Ivan Yuen Sanjay Singh           | 4   | 0 | 4 | 2:8      | 67:101   | 0    |

| Spieler            | Spieler             | Ergebnis          |
| ------------------ | ------------------- | ----------------- |
| Alexander / Palmer | Yuen / Singh        | 11:4, 11:6        |
| Cuskelly / Pilley  | Pal Sandhu / Tandon | 11:6, 11:6        |
| Cuskelly / Pilley  | Yuen / Singh        | 11:2, 11:8        |
| Herrera / Vargas   | Pal Sandhu / Tandon | 8:11, 11:7, 11:10 |
| Alexander / Palmer | Pal Sandhu / Tandon | 11:5, 11:8        |

| Spieler            | Spieler             | Ergebnis          |
| ------------------ | ------------------- | ----------------- |
| Cuskelly / Pilley  | Herrera / Vargas    | 11:5, 11:6        |
| Herrera / Vargas   | Yuen / Singh        | 11:4, 7:11, 11:7  |
| Cuskelly / Pilley  | Alexander / Palmer  | 11:6, 11:6        |
| Yuen / Singh       | Pal Sandhu / Tandon | 11:6, 4:11, 10:11 |
| Alexander / Palmer | Herrera / Vargas    | 11:10, 11:7       |

#### Gruppe B
| Rang | Setzung | Doppel                                 | Sp. | S | N | S.-Diff. | P.-Diff. | Pkt. |
| ---- | ------- | -------------------------------------- | --- | - | - | -------- | -------- | ---- |
| 1    | 3       | Paul Coll Campbell Grayson             | 4   | 4 | 0 | 8:2      | 100:73   | 8    |
| 2    | 2       | Alan Clyne Greg Lobban                 | 4   | 3 | 1 | 6:4      | 99:78    | 6    |
| 3    | 6       | Mohd Nafiizwan Adnan Mohd Syafiq Kamal | 4   | 2 | 2 | 4:5      | 80:85    | 4    |
| 4    | 7       | Peter Creed Joel Makin                 | 4   | 1 | 3 | 5:7      | 94:113   | 2    |
| 5    | 10      | Douglas Kempsell Kevin Moran           | 4   | 0 | 4 | 3:8      | 86:110   | 0    |

| Spieler        | Spieler          | Ergebnis          |
| -------------- | ---------------- | ----------------- |
| Clyne / Lobban | Kempsell / Moran | 11:4, 7:11, 11:7  |
| Coll / Grayson | Creed / Makin    | 3:11, 11:4, 11:6  |
| Adnan / Kamal  | Kempsell / Moran | 11:9, 11:10       |
| Clyne / Lobban | Creed / Makin    | 11:5, 10:11, 11:7 |
| Coll / Grayson | Kempsell / Moran | 9:11, 11:6, 11:2  |

| Spieler        | Spieler          | Ergebnis         |
| -------------- | ---------------- | ---------------- |
| Creed / Makin  | Kempsell / Moran | 11:8, 6:11, 11:7 |
| Clyne / Lobban | Adnan / Kamal    | 11:4, 11:7       |
| Adnan / Kamal  | Creed / Makin    | 11:9, 8:11, 11:2 |
| Clyne / Lobban | Coll / Grayson   | 6:11, 10:11      |
| Coll / Grayson | Adnan / Kamal    | 11:9, 11:8       |

### Finalrunde
| Halbfinale | Halbfinale                   | Halbfinale | Halbfinale | Halbfinale |  |   | Finale                     | Finale | Finale | Finale | Finale |
|            |                              |            |            |            |  |   |                            |        |        |        |        |
| 1          | Ryan Cuskelly Cameron Pilley | 9          | 11         | 7          |  |   |                            |        |        |        |        |
| 2          | Alan Clyne Greg Lobban       | 11         | 7          | 11         |  | 2 | Alan Clyne Greg Lobban     | 11     | 11     |        |        |
| 4          | Zac Alexander David Palmer   | 11         | 7          | 11         |  | 4 | Zac Alexander David Palmer | 8      | 4      |        |        |
| 3          | Paul Coll Campbell Grayson   | 9          | 11         | 6          |  |   |                            |        |        |        |        |